# مارکو فوتاکس
مارکو فوتاکس (تلفظ [ˈma:rko: ˈfuta:tʃ]؛ متولد ۲۲ فوریه ۱۹۹۰) یک بازیکن حرفه‌ای مجارستانی است که در آخرین بازی به عنوان یک مهاجم برای باشگاه هایدوک کرواسی به میدان رفته‌است.

## عملکرد باشگاه

### وردربرمن
در اوایل سال ۲۰۰۹ فاوتاکس با قراردادی به وردبرمن پیوست.

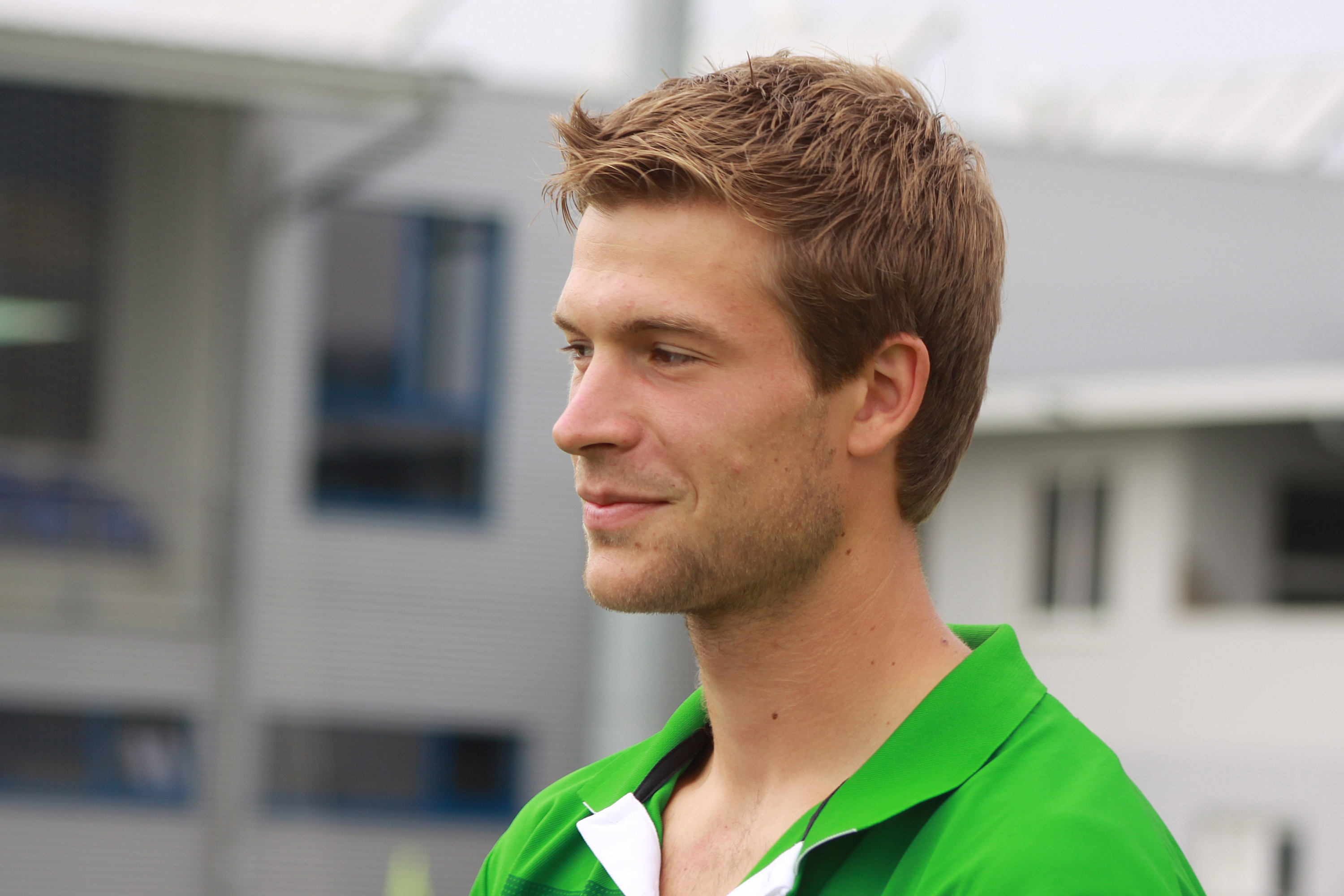
فوتاکس با وردر برمن

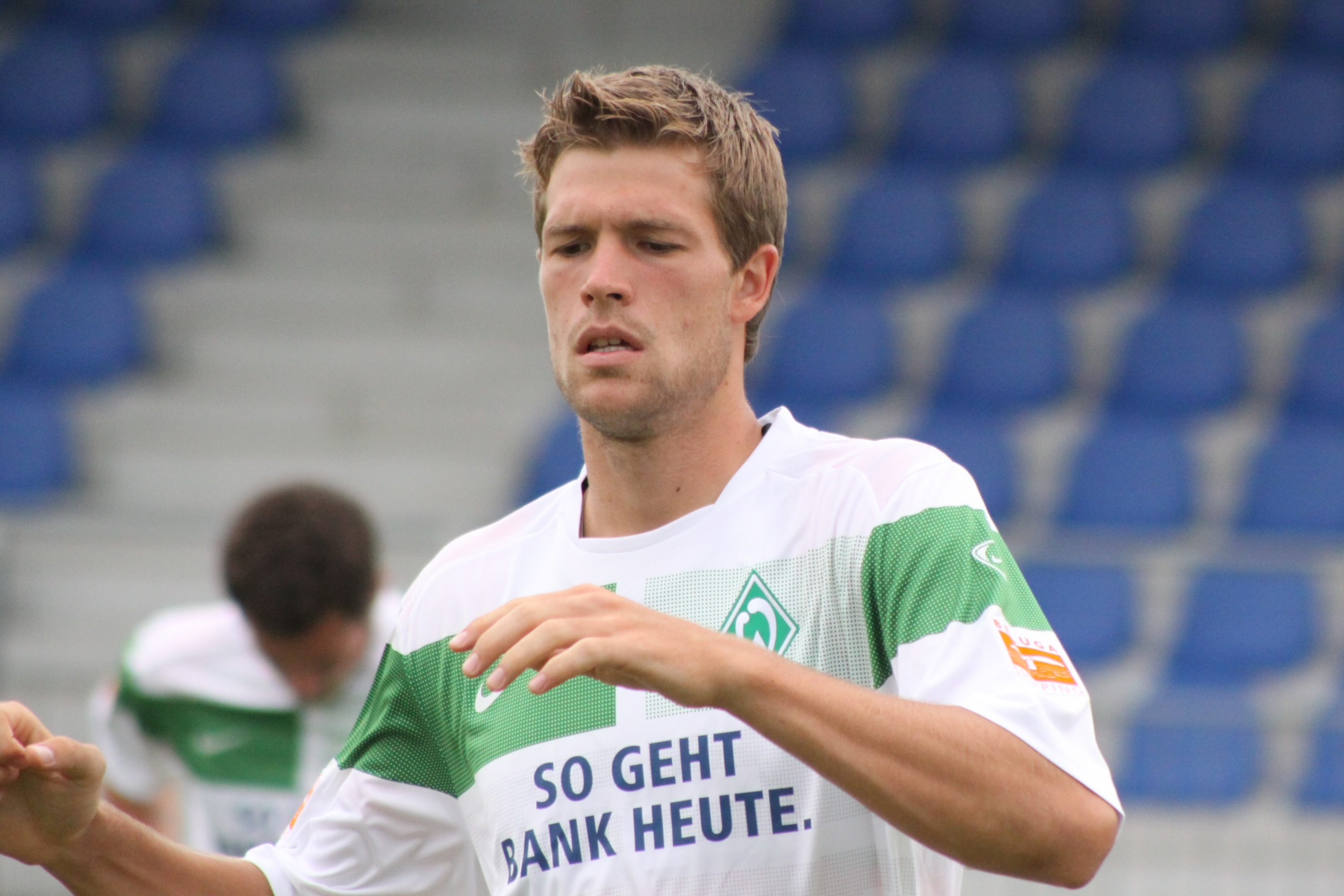
فوتاکس با وردر برمن ب

## آمار باشگاهی

### باشگاه
| باشگاه        | فصل      | لیگ                   | لیگ  | لیگ | جام  | جام | جام لیگ | جام لیگ | قاره‌ای | قاره‌ای | مجموع | مجموع |
| باشگاه        | فصل      | سطح                   | بازی | گل  | بازی | گل  | بازی    | گل      | بازی   | گل     | بازی  | گل    |
| ------------- | -------- | --------------------- | ---- | --- | ---- | --- | ------- | ------- | ------ | ------ | ----- | ----- |
| نانسی ب       | ۲۰۰۸–۰۹  | CFA                   | ۱۲   | ۳   | —    | —   | —       | —       | —      | —      | ۱۲    | ۳     |
| وردبرمن ب     | ۲۰۰۹–۱۰  | لیگا ۳                | ۱۳   | ۳   | —    | —   | —       | —       | —      | —      | ۱۳    | ۳     |
| اینگولشتات ۰۴ | ۲۰۱۰–۱۱  | بوندس‌لیگا ۲           | ۲۳   | ۲   | ۲    | ۰   | —       | —       | —      | —      | ۲۵    | ۲     |
| بورتسموث      | ۲۰۱۱–۱۲  | چمپیونشیپ             | ۲۹   | ۵   | ۱    | ۰   | —       | —       | —      | —      | ۳۰    | ۵     |
| لستر سیتی     | ۲۰۱۲–۱۳  | چمپیونشیپ             | ۹    | ۱   | ۱    | ۰   | ۱       | ۱       | —      | —      | ۱۱    | ۲     |
| بلکپول        | ۲۰۱۲–۱۳  | چمپیونشیپ             | ۴    | ۰   | —    | —   | —       | —       | —      | —      | ۴     | ۰     |
| Diósgyőr      | ۲۰۱۳–۱۴  | دسته یک مجارستان      | ۲۲   | ۹   | ۵    | ۳   | ۸       | ۳       | —      | —      | ۳۵    | ۱۵    |
| مرسین         | ۲۰۱۴–۱۵  | سوپر لیگ فوتبال ترکیه | ۲۶   | ۴   | ۹    | ۲   | —       | —       | —      | —      | ۳۵    | ۶     |
| مرسین         | ۲۰۱۵–۱۶  | سوپر لیگ فوتبال ترکیه | ۴    | ۰   | —    | —   | —       | —       | —      | —      | ۴     | ۰     |
| مرسین         | مجموع    | مجموع                 | ۳۰   | ۴   | ۹    | ۲   | ۰       | ۰       | ۰      | ۰      | ۳۹    | ۶     |
| هایدوک اسپلیت | ۲۰۱۶–۱۷  | دسته یک کرواسی        | ۲۶   | ۱۸  | ۲    | ۳   | —       | —       | —      | —      | ۲۸    | ۲۱    |
| هایدوک اسپلیت | ۲۰۱۷–۱۸  | دسته یک کرواسی        | ۱۱   | ۲   | ۱    | ۰   | —       | —       | ۴      | ۱      | ۱۶    | ۳     |
| هایدوک اسپلیت | مجموع    | مجموع                 | ۳۷   | ۲۰  | ۳    | ۳   | ۰       | ۰       | ۴      | ۱      | ۴۴    | ۲۴    |
| مجموع کل      | مجموع کل | مجموع کل              | ۱۷۹  | ۴۷  | ۲۱   | ۸   | ۹       | ۴       | ۴      | ۱      | ۲۱۳   | ۶۰    |

## عملکرد ملی
بوتاکس عضو تیم میلی زیر ۲۰ سال مجارستان در جام جهانی ۲۰۰۹ مصر بود که در آن او یک گل در نیمه نهایی برابر غنا به ثمر رساند.
او اولین بازی خود را برای تیم ملی بزرگسالان در ۵ مارس ۲۰۱۴ در برابر فنلاند در یک بازی دوستانه انجام داد.